# Автомагистрала М3 (Северна Македония)
Магистрала М3 в Република Македония е автомагистрала, част от пътната мрежа в Република Македония. Планирана е да свързва Скопие с косовската столица Прищина. Построени са 10 километра до момента.

## Изходи
| Изход | km | Дестинация                  | Платна | Забележка      |
| ----- | -- | --------------------------- | ------ | -------------- |
|       | 0  | , Ибрахимово,               |        | В експлоатация |
|       | 1  | Ибрахимово                  |        | В експлоатация |
|       |    | Идризово                    |        | В експлоатация |
|       | 10 | , Летище Скопие             |        | В експлоатация |
|       |    | Скопие                      |        | В експлоатация |
|       |    | Летище Стенковец            |        | В строеж       |
|       |    | Блаце                       |        | В строеж       |
|       |    | ГКПП Блаце; Косово, Прищина |        | В строеж       |